# Eugène Bigot (musicien)
Pour les articles homonymes, voir Eugène Bigot et Bigot.
Eugène Bigot est un chef d'orchestre et compositeur français, né le 28 février 1888 à Rennes et mort à Paris le 17 juillet 1965.

## Biographie
Eugène Victor Bigot naquit en 1888 dans une famille cultivée, mais de condition très modeste. Son père est Jean Marie Joseph Bigot (1863–1933), employé, et sa mère est Eloïse Mallier, sans profession (1861–1919). Violoniste, puis altiste de formation, c’est au Conservatoire de Paris (dirigé par Gabriel Fauré), qu’il vint en 1905 compléter les études musicales entreprises au conservatoire de sa ville natale, et notamment dans les classes d’écriture : l'harmonie chez Xavier Leroux, le contrepoint chez André Gedalge, la fugue et composition chez Paul Vidal.
Il poursuivit parallèlement une intense activité d’instrumentiste remplaçant dans divers théâtres de la capitale et singulièrement à l’Opéra et l’Opéra-Comique, y compris pendant son service militaire, à l'issue duquel il passa le concours de Sous-chef de Musique.
En janvier 1913, il amorça une carrière de chef des chœurs, lors de la saison inaugurale du Théâtre des Champs-Élysées de Gabriel Astruc, sous la direction d'Inghelbrecht, carrière prolongée quelque temps à l’Association Chorale Professionnelle de Paris. Puis, il travailla comme timbalier au Théâtre Mogador jusqu’à l'éclatement de la Première Guerre mondiale.

### Entre-deux-guerres
Au retour de la Grande Guerre (qu’il fit au sein d’une unité combattante, et notamment à Verdun), il n’obtint pas la dérogation qui lui aurait permis de tenter le Prix de Rome, mais reprit sa carrière d’altiste, aux Concerts Pasdeloup, tout en assistant Désiré-Émile Inghelbrecht à la tête de l’Association des Concerts Ignace Pleyel. Ce dernier lui demanda bientôt de le seconder à la direction des Ballets suédois de Rolf de Maré avec lesquels il sillonna l’Europe de 1920 à 1923 ; cette période marque le véritable démarrage de sa carrière de chef d’orchestre, confirmée en 1923 par sa brillante élection sur concours au poste de Second Chef, adjoint de Philippe Gaubert à la Société des Concerts du Conservatoire, poste qu’il conserva jusqu’à sa suppression en 1925.
Nommé Directeur de la Musique et Premier Chef d’orchestre du Théâtre des Champs-Élysées, il présida ensuite les deux saisons de l’Opéra-Music-Hall imaginé par de Maré (1925–27). Dès cette époque, Pierre Monteux commence à l’inviter à conduire sa formation, l’Orchestre symphonique de Paris, cependant que  les Concerts Straram et son chef fondateur, Walther Straram, sollicitent son concours à diverses reprises.
En 1927, il fait son entrée comme chef d’orchestre au Poste Radiophonique du Poste Parisien, premier embryon de la Radio française et l’année suivante, André Messager, directeur artistique de la Compagnie française de Radiophonie, le nommait chef d’orchestre du Poste de Radio-Paris, « responsable des émissions symphoniques et lyriques », fonctions confirmées à la création effective de la Radiodiffusion française et qu’il conserva jusqu’en 1934 ; dès lors son nom se trouva définitivement associé aux concerts radiophoniques.
Au terme de la saison lyrique française inaugurale de l’Opéra de Monte-Carlo, en 1934, Inghelbrecht l'associe à la fondation de l’Orchestre national de la Radio, ancêtre de l'Orchestre national de France; puis après une saison Lamoureux partagée avec Louis Fourestier, Charles Münch, Pedro de Freitas Branco et Jean Morel (1934–1935), il fut élu président-chef d’orchestre de l’Association des Concerts Lamoureux, poste qu’il occupa pendant 15 ans (1935–1950). En 1936 enfin, Jacques Rouché le nomma premier chef d’orchestre au Théâtre national de l'Opéra-Comique où il resta jusqu’en 1947, cependant que son activité de chef symphonique se poursuivait épisodiquement avec l’Orchestre national, puis avec le nouvel Orchestre symphonique de la Radiodiffusion française ou Orchestre Radio-Symphonique, fondé en 1937. À 51 ans, le 9 août 1939, il épousa Georgette Louise Tesson, âgée d'à peine 20 ans.

### Seconde Guerre Mondiale
Les théâtres lyriques d’État ayant été fermés après la mobilisation générale de septembre 1939, et la Radio nationale s’étant repliée à Rennes dans son intégralité, son directeur Emmanuel Bondeville le réengagea comme Premier Chef du Poste de Poste de Radio-Bretagne (la "station de Radiodiffusion de Rennes-Bretagne" d'avant-guerre) aux côtés d’Inghelbrecht à la tête de l’Orchestre National. Il y passa quasiment toute la première année de la Seconde Guerre mondiale, hormis pour les trois concerts (sur 19) que Paul Paray, chargé de la fusion des Concerts Colonne-Lamoureux, lui confia à Paris. Puis, et ce jusqu’à la Libération, son activité se recentra essentiellement sur les Concerts Lamoureux de nouveau autonomes, et la Salle Favart, une fois rouverte, mi-août 1940. 
À l’automne 1943, Eugène Bigot accède aux demandes des autorités de Vichy de poursuivre les travaux de réflexion & de propositions relevant de sa compétence au sein du nouveau « Comité professionnel de l'art musical et de l'enseignement musical libre de la musique » (ou CPAM) initié et présidé par Alfred Cortot ; il y participe jusqu'en juillet 1944 comme membre du Bureau "Orchestre, Chœurs et Sociétés musicales" présidé par Charles Munch, les autres bureaux réunissant « les principaux musiciens de l’époque ».
Dans les mois qui suivent la Libération il rend compte de toute son activité musicale sous l’Occupation (et notamment dans le cadre des « Comités Cortot » successifs) en satisfaisant aux demandes et investigations de divers comités d’épuration dépendant du « Comité national d'épuration des professions d'artistes dramatiques, lyriques et de musiciens exécutants »

### Après la Libération
En 1946, il reprit contact avec les orchestres de la Radio, puis fut confirmé en 1947 au pupitre de l'orchestre symphonique de la Radiodiffusion française (RDF), et c'est en 1950 qu'il fut nommé premier chef permanent du nouvel Orchestre Radio-Symphonique de Paris (plus tard rebaptisé Orchestre philharmonique de la RTF, puis de l'ORTF et enfin Orchestre philharmonique de Radio France). À la tête de cet orchestre, dont il demeura le patron pratiquement jusqu'à sa mort, mais également avec l'Orchestre Radio-Lyrique de Jules Gressier et l'Orchestre de Chambre de la Radio de Pierre Capdevielle, il fit entendre et enregistra un nombre considérable d'œuvres de musique française du répertoire, méconnues ou nouvelles, notamment à destination des radios étrangères. 
En octobre 1946, il se vit confier par Claude Delvincourt, directeur du conservatoire de Paris, le poste de professeur chargé du cours de direction d’orchestre de la Section spéciale Étrangers créée par lui, cependant que Louis Fourestier, titulaire de la principale classe de direction, lui demandait de le suppléer lorsqu'il partait diriger le répertoire français au Metropolitan Opera de New York. Son enseignement y prit fin en 1957. Dans le même temps, il assura un cours de direction à l'École normale de musique de Paris. 
Entre 1946 et 1963, en complément de ses responsabilités parisiennes, il réalisa de nombreuses émissions au pupitre des orchestres des stations périphériques de la Radio telles Lille, Marseille ou Strasbourg, et participa à six reprises au Festival de Vichy (1952-58) où il créa le Requiem (1953) de Jean Rivier ; il dirigea fréquemment aussi, dans de grandes villes de province et d'Europe, le répertoire symphonique et lyrique, et anima les saisons lyriques françaises des théâtres de Genève, Barcelone, Amsterdam, Bâle, etc. 
En 1954, il fut promu au grade d'officier de la Légion d'honneur.
De 1958 à 1964, il présida le jury du concours international de jeunes chefs d'orchestre de Besançon ; son plus célèbre lauréat fut, en 1959, Seiji Ozawa (qui continua à bénéficier de ses avis et conseils pendant deux ans).
Au tournant des années 1960 enfin, il fut à plusieurs reprises chargé du cours de direction d'orchestre à l'académie internationale d'été de musique de Nice fondée par Fernand Oubradous, et donna une classe de maître en marge du festival d'Aix-en-Provence.
Eugène Bigot est inhumé au cimetière de Levallois-Perret.

## Double carrière

### Chef d'orchestre
Particulièrement estimé comme interprète de la musique française, mais également russe ou espagnole[non neutre], ainsi que de Wagner et Richard Strauss, il ne fit pas toujours l'unanimité dans Beethoven, au motif qu'il ne suivait pas certaines traditions. En réalité, la sûreté de son métier (fondée sur la maîtrise du solfège alliée à une technique impeccable) lui permettait d’aborder les œuvres les plus diverses, y compris celles, souvent plus complexes, des compositeurs contemporains (Ermend-Bonnal, Jehan Alain, Henry Barraud, Maurice Emmanuel, Jean Hubeau, André Jolivet, Jean Martinon, Florent Schmitt), qui surent apprécier la rigueur de ses interprétations : l’authenticité de ses exécutions reposait en effet sur le respect absolu des volontés exprimées par les auteurs, un principe qu’il avait érigé en devise intangible.

### Compositeur
Ses responsabilités de chef et de pédagogue le détournèrent très souvent de la composition ; il écrivit toutefois des mélodies, de nombreuses pièces de musique de chambre, instrumentale (notamment pour les concours du Conservatoire), symphonique, de scène, ou de ballet. Citons, Timpaniana, Seconde Pièce en ut, Sicilienne, Malinconia, Dansgille, Suite à danser, la Rose de Lantenay, la Princesse d'Élide, Cinq Esquisses, Janus-variations chorégraphiques, Laurenza, Pyrrhique.

## Compositions

### Musique instrumentale
- Airs populaires irlandais (arrangés pour harpe et piano pour Lily Laskine)
- Élégie et bourrée (cornet à piston en si-bémol ou trompette en ut)
- Carillon et Bourdon (tuba en ut ou saxhorn en si-bémol
- Prélude et Danses (saxophone alto)
- Impromptu (trombone)
- Capriccio (contrebasse)
- Timpaniana (timbales)
- Variations (trombone)
- Capriccietto pour xylophone
- 2e Pièce en ut (cor en fa) dédiée à Jean Devémy
- Thème et variations (alto)
- Récit, Scherzo et Final (cor en fa)
- Étude (trompette)
- Berceuse (piano)
- Danse guerrière (piano)
- Quatre études (piano) en ut, fa dièse mineur, ut et fa
- Malinconia pour violon ou alto

### Musique de chambre
- Quintettes avec piano en ut mineur et en ré mineur
- Prélude en sol (existe pour piano seul ainsi que pour quintette à cordes, vents, harpe et piano)
- Interlude pour dixtuor « Sicilienne »
- Pavane et Rondeau (hautbois et piano)
- Rondeau et Gavotte (violon et piano). Dédié à Robert Quattrocchi, premier violon de l'orchestre National[16]
- Sicilienne (piano, violon et harpe)

### Musique vocale
- Chants folkloriques de France (Jura, Provence, etc.), arrangés et harmonisés pour quatuor vocal

### Musique pour harmonie
- Dans la Fournaise, défilé
- Divertissement : la Claire

### Musique de scène et à danser
- Pièces pour l’Opéra Music-Hall : une Nuit de Dom Juan, la Gamme, Danse de Zamore
- Musique de scène pour la pièce Maîtresse de Roi de Aderer et Ephraïm

### Musique de ballet
- Mrs Kennan, Kathleen (berceuse)
- El Nomad (danse orientale)
- Choudens
- Laurenza, ballet-pantomime sur des thèmes de Schubert
- Le Roi Galant (d’après des airs suédois du XVIIIe siècle – Ballets Suédois)
- La Rose de Lantenay, pièce symphonique
- La Princesse d’Elide, suite symphonique
- Suite à Danser (pavane, gavotte, passe-pied, rondeau)
- Dansgille (Ballets d'inspiration suédoise)
- Schubert Walzer (deux suites de valses d’après les " Valses Allemandes, Viennoises, Nobles et Sentimentales " de Franz Schubert

### Musique symphonique
- Cinq Esquisses pour orchestre : Équivalences no 1, Équivalences no 2, Équivalences no 3, Tutti Soli, Polonaise
- Janus, Variations Chorégraphiques en deux parties (Pastorale et Pyrrhique), pour grand orchestre

## Discographie
Si après-guerre les éditeurs discographiques ne lui confièrent que la réalisation d'une demi-douzaine de microsillons (tels le Poème de Chausson avec Jacques Thibaud chez Pathé-Vox, les deux concertos de Liszt avec Raymond Trouard chez Odeon, le motet Exultate Deo de Clérambault chez Le Chant du Monde) et dont certains ne furent d'ailleurs commercialisés qu’aux États-Unis par Vox (Fantaisie, opus 111 de Fauré et concerto no 17 K. 453 de Mozart avec Gaby Casadesus). Il grava des centaines de 78 tours (entre 1928 et 1948) pour Columbia, Pathé, Gramophone et Polydor, principalement en tant qu'accompagnateur d'artistes lyriques célèbres tels Georges Thill, Germaine Féraldy, José Luccioni, Mado Robin, André Pernet, Janine Micheau, etc., et qui font l'objet de rééditions en CD (chez Malibran, MDV, Lebendige Vergangenheit, EMI, etc.). C’est également le cas pour la version anthologique de Louise de Gustave Charpentier (1935) dont les transferts CD n’ont guère connu d’interruption (Nimbus, Naxos).
De même, avec beaucoup des plus grands virtuoses du clavier ou de l'archet du moment, débutants ou confirmés, Bigot signa nombre de pages du grand répertoire (rééditées chez EMI, Andante, Pearl, Biddulph, Lys, Dutton, Strings, Hungaroton, etc.) : Yves Nat (Schumann : concerto pour piano), Robert Casadesus (Mozart : concerto no 24, Weber : Concertstück), André Navarra (Schumann : concerto pour violoncelle), Marcel Moyse (Mozart : concerto pour flûte no 1), Pierre Fournier (Tchaïkovski : Variations sur un thème rococo), Ruggiero Ricci (Saint-Saëns : concerto pour violon no 3, Paganini-Wilhelmj : concerto no 1, Ravel : Tzigane, Bach : concerto no 2), Andor Földes (Bartok : concerto pour piano no 2), Wanda Landowska (Bach : concerto pour clavecin en ré mineur, Haendel : concerto en si-bémol, Haydn : concerto pour clavier en ré), Lola Bobesco (Lalo : Symphonie espagnole), Alexandre Borowsky (Bach-Busoni : concerto en ré mineur, concerto en fa mineur), Gaby Casadesus (Mozart : concerto no 25), Maurice Maréchal (Jean-Chrétien Bach : Concerto pour violoncelle et cordes en ut mineur), etc. D’autres attendent encore de sortir de l'ombre, comme Jean Doyen (Mendelssohn : concerto pour piano no 2), Henry Merckel (Beethoven : concerto pour violon) ou Lucette Descaves (Falla : Nuits dans les jardins d'Espagne). 
Enfin Radio France conserve dans les archives de l'INA plusieurs centaines de concerts enregistrés dans ses studios ou en salle de concert entre 1948 et 1964, et dont plus de 300 ont été numérisés et sont consultables à l’Inathèque (Bibliothèque François Mitterrand).